# Club Nouveau (banda)
Club Nouveau es una agrupación estadounidense de R&B formada por el productor e intérprete Jay King en 1986 en Sacramento, California, tras la disolución de Timex Social Club. El grupo fichó por Warner Bros. Records, discográfica con la que publicó sus tres primeros álbumes. La versión go-go de Club Nouveau de la canción de Bill Withers "Lean on Me" ganó un premio Grammy a la mejor canción de R&B en 1987.

## Discografía

### Álbumes de estudio
| 1986                                                                  | Life, Love & Pain - 6 de diciembre de 1986 - Warner Bros.       | 6  | 2  | 90 | 13 | 65 | 69 | 9 | - RIAA: Platino |
| 1988                                                                  | Listen to the Message - 24 de mayo de 1988 - Warner Bros.       | 98 | 44 | —  | —  | —  | —  | — |                 |
| 1989                                                                  | Under a Nouveau Groove - 7 de noviembre de 1989 - Warner Bros.  | —  | 39 | —  | —  | —  | —  | — |                 |
| 1992                                                                  | A New Beginning - 30 de abril de 1992 - JVK                     | —  | 80 | —  | —  | —  | —  | — |                 |
| 1995                                                                  | Everything Is Black - 10 de octubre de 1995 - Rip-It            | —  | —  | —  | —  | —  | —  | — |                 |
| 2015                                                                  | Consciousness - Junio de 2015 - Nouveau Music, Faze One Records | —  | —  | —  | —  | —  | —  | — |                 |
| "—" denota que no ingresó en las listas de éxitos en este territorio. |                                                                 |    |    |    |    |    |    |   |                 |